# Sell Sole II
| Recensione  | Giudizio |
| ----------- | -------- |
| Rap Reviews | 6.5/10   |

Sell Sole II è il primo album della rapper statunitense Dej Loaf, pubblicato il 23 ottobre 2020 dalle etichette BMG & Yellow World Inc.
Include collaborazioni con i rapper 42 Dugg, 6lack, Benny the Butcher, Big Sean, Boldy James, Conway the Machine, Gunna, Lil Uzi Vert, Rick Ross & Sada Baby.

## Antefatti
Il disco è il seguito di Sell Sole, il secondo mixtape della rapper, pubblicato nel 2014.
L'album è stato preannunciato dalla stessa Dej Loaf tramite Twitter l'11 settembre 2019, senza però fornire una data di pubblicazione.
L'11 febbraio 2020 è stato pubblicato il video ufficiale di Bubbly, tramite il canale YouTube ufficiale dell'artista, mentre il 25 luglio dello stesso anno la rapper ha postato su Twitter l'artwork dell'album, a cura di Mihailo Andic.

## Tracce
1. Bird Call 2 – 3:16 (musica: DDS)
2. Queen – 2:52 (musica: Maserati Sparks & Triple A)
3. Cross That Line – 2:56 (musica: Turn Me Up Josh & Squat Beats)
4. Bubbly – 3:20 (musica: Derrick $horter)
5. IDK (feat. Big Sean) – 2:40 (musica: IRock)
6. No Passes – 3:17 (musica: DDS)
7. Obvious – 2:10 (musica: STREETRUNNER & Tarik Azzouz)
8. Choose – 2:46 (musica: Rowan Graves)
9. No Ceiling (feat. Gunna) – 2:42 (musica: Turn Me Up Josh)
10. Tap In (feat. Sada Baby & 42 Dugg) – 4:31 (musica: Jabz & Buddah Bless)
11. Open Hand (feat. Rick Ross) – 3:39 (musica: Hassan)
12. Get Money (feat. Boldy James, Conway the Machine & Benny the Butcher) – 4:29 (musica: Lithe, SwaggBoyy, Kino Beats & Trauma Tone)
13. Just Like Me – 3:11 (musica: DDS)
14. Simply (feat. Lil Uzi Vert) – 3:26 (musica: SwaggBoyy & Kino Beats)
15. Back to My Ways Again – 3:07 (musica: JohnGBeats)
16. Up (feat. 6LACK) – 3:26 (musica: Sean Momberger & Sool Got Hits)

### Campionamenti e annotazioni
- No Passes è inclusa anche nell'EP It’s a Set Up!, pubblicato nel 2020[8]
- Get Money interpola Feel It in the Air di Beanie Siegel e Melissa Jiménez, estratta da The B. Coming del 2005[9]
- Up campiona Sex Playlist di Omarion, estratta da Sex Playlist del 2014[10].